# ベリャーエフ・サークル
ベリャーエフ・サークル（ロシア語: Беляевский кружок）は、1885年から1908年にかけてサンクトペテルブルクに集ったロシアの音楽家たちの団体。日本ではベリャーエフ・グループと表記されることも多い。メンバーにはニコライ・リムスキー＝コルサコフ、アレクサンドル・グラズノフ、ウラディーミル・スターソフ、アナトーリ・リャードフ、アレクサンドル・オッソフスキー、ヴィトルド・マリシェフスキ、ニコライ・チェレプニン、ニコライ・アレクサンドロヴィチ・ソコロフ、アレクサンドル・ウィンクラーら他がいた。サークルの名前の由来は材木商でアマチュア音楽家であったミトロファン・ベリャーエフにちなんで付けられている。彼は10代であったグラズノフの音楽を耳にして以来、篤志家として音楽に関わり出版も手がけた。
ベリャーエフ・サークルは先んじた作曲家集団であったロシア5人組が成し遂げたものに立脚し、国民楽派様式のクラシック音楽を信奉していた。一方でベリャーエフ・サークルの作曲家と5人組の面々の間の重要な相違点のひとつは、後者が西欧流の音楽院教育の必要性を否認したのに対し前者が容認していることにあった。この態度はサンクトペテルブルク音楽院でサークルに属する多くの作曲家を教えたリムスキー＝コルサコフによって伝えられたのである。特にピョートル・チャイコフスキーの音楽を通じて西欧の作曲習慣や影響に対して抵抗を持たなくなってきていたベリャーエフ・サークルの作曲家たちは、また一方では5人組が作曲に際して実践したことの多くを独特の特徴に至るまで逐一踏襲しており、とりわけそれは民謡素材を描くにあたって顕著であった。
ベリャーエフ・サークルはサンクトペテルブルクの音楽界に幅を利かせるようになっていた。ベリャーエフを通じて自作の支援、出版、公開演奏を望む者はグラズノフ、リャードフ、リムスキー＝コルサコフが認めるような音楽様式で作曲することを強いられた。仲間の作曲家からもその様式に沿って書くようプレッシャーがかかり、同時にそれに与しない作曲家からは失望された。ベリャーエフ・サークルの哲学に信念を持っていた複数の作曲家がロシアの音楽院で教授職や学長の座に就き、これによって同団体の影響力はサンクトペテルブルクの外へ向けて、時代にして20世紀となった後も長きにわたり広がっていくことになる。

## ベリャーエフ

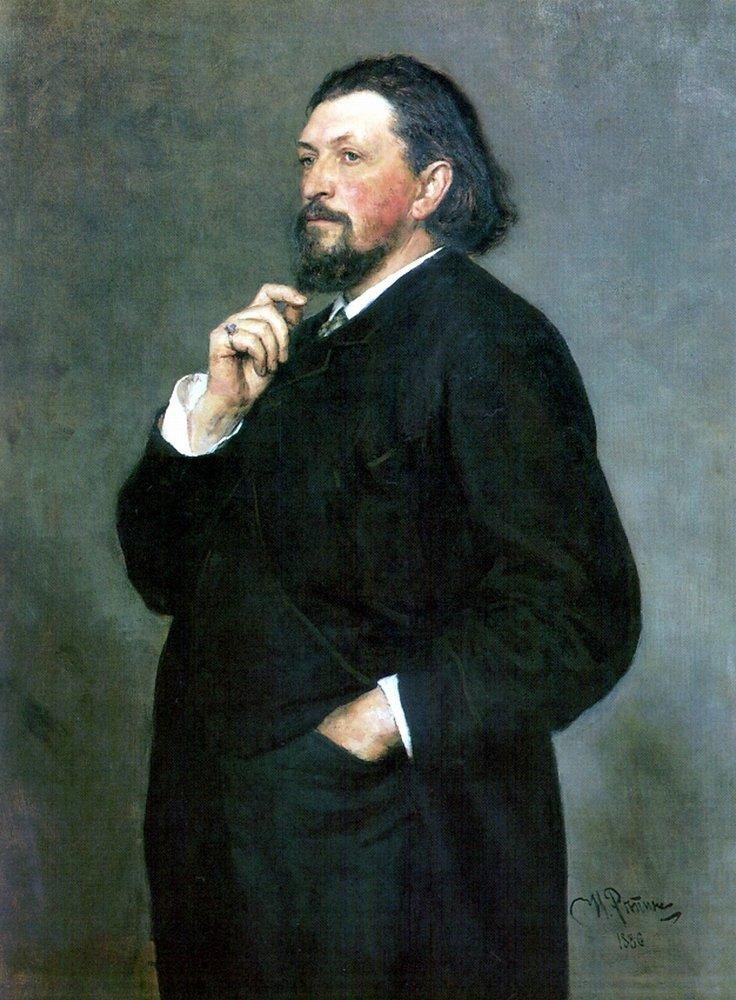
ミトロファン・ベリャーエフの肖像。イリヤ・レーピン画。

ベリャーエフは19世紀中盤から終盤にかけてのロシアにおいて芸術のパトロンになった、数多の新興の工業成金のひとりであった。そうした中にはナジェジダ・フォン・メック、鉄道王サーヴァ・マモントフ、紡績業のパーヴェル・トレチャコフなどが名を連ねる。フォン・メックが後援行為においてノブレス・オブリージュの伝統に則り匿名性を求めた一方、ベリャーエフ、マモントフ、トレチャコフは「大衆の生活に向けて目立った貢献を行うことを望んで」いた。彼らはその文化的、政治的な方向性ゆえに貴族よりも自国の才能の支援に回ることが多く、国際的な芸術家よりも愛国的な芸術家を援助する傾向が強かった。判断は芸術の中に社会的、政治的な要求を暗示しているかどうかではなく、芸術そのもののロシアらしさによってなされた。ベリャーエフもこうした時代背景に沿った形で支援すべき作曲家を決定したのである。
アマチュアのヴィオラ奏者であり室内楽に熱心であったベリャーエフは、「四重奏の金曜日」をサンクトペテルブルクにある自宅で催していた。この集まりに足しげく通っていたのがリムスキー＝コルサコフである。ベリャーエフは16歳のグラズノフが作曲した交響曲第1番を耳にして以来音楽の支援者となっていたのだが、そのグラズノフはミリイ・バラキレフに見出されてリムスキー＝コルサコフの下で作曲、対位法、管弦楽法を習得したのであった。グラズノフは「四重奏の金曜日」の常連となるばかりでなく、ベリャーエフによって自作を出版してもらい、西ヨーロッパへの演奏旅行をさせてもらっていた。ツアーではドイツのヴァイマルも訪れ、この若い作曲家はハンガリーの名高い作曲家でピアニストのフランツ・リストに面会したのである。
間もなくベリャーエフは他のロシアの作曲家にも興味を持ち始める。1884年にはロシアの作曲家の草分けであったミハイル・グリンカにちなみ、毎年授与されるグリンカ賞を創設した。1885年にはドイツのライプツィヒを拠点に自前の出版会社を構え、その会社からグラズノフ、リムスキー＝コルサコフ、リャードフ、ボロディンらの作品を自ら出資して出版した。ライプツィヒを本拠地として出版を行うことには2つの利点があった。ひとつは当時のロシアよりも品質の高い印刷が可能であったこと、もうひとつはロシアにはなかった国際的な著作権の保護が受けられたことである。リムスキー＝コルサコフの助言を受け、ベリャーエフはロシアの作曲家だけに解放された自らのコンサート・シリーズであるロシア交響楽演奏会の立ち上げも行った。リムスキー＝コルサコフ作品の中でも今日西側で最も知名度の高い3作品、交響組曲『シェヘラザード』、序曲『ロシアの復活祭』、『スペイン奇想曲』はこのシリーズのためとして特別に書かれた楽曲である。多数に上るようになった支援を求める者の中から、どの作曲家に金銭、出版、演奏の援助を行うかを選定するため、ベリャーエフはグラズノフとリャードフ、リムスキー＝コルサコフからなる諮問委員会を設置した。彼らが提出された作品と請願の内容を吟味し、どの作曲家が援助と衆目を集めるに値するかを助言するのである。

## 同時代への影響
メンバーの多くがサンクトペテルブルク音楽院でリムスキー＝コルサコフ門下であったため、ベリャーエフ・サークルは同地の音楽界を席巻していくことになる。グラズノフ、リャードフ、そしてリムスキー＝コルサコフはベリャーエフの事業における顧問として活動し、それゆえベリャーエフから援助を獲得するための窓口となっていたため、作曲家のうちサークルに参加することを希望する者やベリャーエフの支援を望む者はこの3人が認めるような様式の音楽を書かねばならなかった。この制約により、リムスキー＝コルサコフの書法が好ましい学術的様式となり、若い作曲家は如何なるキャリアを目指す場合もそれを手本とする必要があったのである。この意味においてベリャーエフは作曲のギルドとして振る舞った。サンクトペテルブルク音楽院の優秀な学生は「四重奏の金曜日」への招待という入会の手引きを受け、サークルに加入して「ライプツィヒ、ベリーエフ（Belieff）エディションによる出版、ロシア交響楽演奏会のプログラムでの演奏で報いられることがしっかり保障され」た。こうしてベリャーエフ・サークルは「音楽の創造、教育、演奏の全ての側面を治める組織を築き上げた」のである。

## 哲学
ベリャーエフ・サークルの哲学は雑誌『芸術世界』及びその芸術運動と相容れなかった。『芸術世界』はコスモポリタニズムと万国共通文化という信条が「[ロシアの]貴族階級の芸術的価値と一体であると看做して」いた。一方ベリャーエフ・サークルの作曲家たちは、かつてのロシア5人組と同じくロシアのクラシック音楽の国に根差した写実的な形式を信奉し、それは様式と個性の点で西ヨーロッパのクラシック音楽からは距離を置いたものであるべきだと考えていた。この意味においてベリャーエフ・サークルの作曲家は美術界での芸術村アブラムツェヴォやロシア・リバイバル建築と軌を一にしていたのである。加えて、『芸術世界』側ではベリャーエフ・サークルの作曲家があたかも社会制度であるかのように芸術のための芸術を実践していると信じ込んでおり、これもサークルの考え方と合致しない点であった。彼らからするとアレクサンドル・プーシキンが詩作で行った、あるいはチャイコフスキーが音楽で成し得たと思われるような「個人が持つ創作の才の精神的発露としての芸術」に焦点を当てることを信念としていたのであり、『芸術世界』の慣習はその逆を行くものだった。アルフレド・ヌロックは『芸術世界』誌の1899年の評論で次のように記している。

ベリャーエフ氏のマエケナス活動は非常に特殊な刻印となっている。ロシアの最新種の音楽に対する彼の援助が物惜しみないものであることは否定の余地がないが、不幸にもそれは才能に恵まれながらも世に知られずにいる作曲家の成長を後押しすることにはあまりなっていない。なぜなら生産性を上げるために音楽院過程を成功裡に修了した若者を何が何でも奨励しており、彼らの創作能力についてはほとんど問題にしないからである。ベリャーエフ氏はなにより工業を促進しており、彼のアイギスの下では作曲は労働者の集合体（アルテリ）、もしくは手工業の様相すら呈してくるのである。—
音楽学者のリチャード・タラスキンは「ベリャーエフ・サークル内では無難な画一主義が次第に規範となっていった」と記している。演奏会のプログラムをロシアの新作で満たさねばならず、また公衆の音楽として提供するために新しい楽曲を出版せねばならなかった。そこで「音楽院教育を受けた才能ある者の層のかなり深くまで探ること」が必要となり、サークルは抱えている2流以下の人材の数により知られるようになる。かつてリムスキー＝コルサコフと共に5人組を形成した批評家で作曲家のツェーザリ・キュイは、嘲った調子でこれらの若い作曲家たちを「クローン」と呼んだ。ベリャーエフ・サークルに向けられる批判にはスノビズムもいくらか混ざっていたとはいえ、画一主義の問題がとらえていた真実はサークルを当惑させるに足るものであった。愛国主義のサークルが次第にアカデミズムに染まってきたところにこの画一主義の一端が存在し、その傾向はリムスキー＝コルサコフが自らの教え子を後押しすることによりさらに推し進められていく。こうした学生がベリャーエフ・サークルに次々と加入していった結果、「洗練されて正確だが、個性を欠いた『ロシア様式』の楽曲の生産ラインが出現した」のであった。

## 5人組との比較

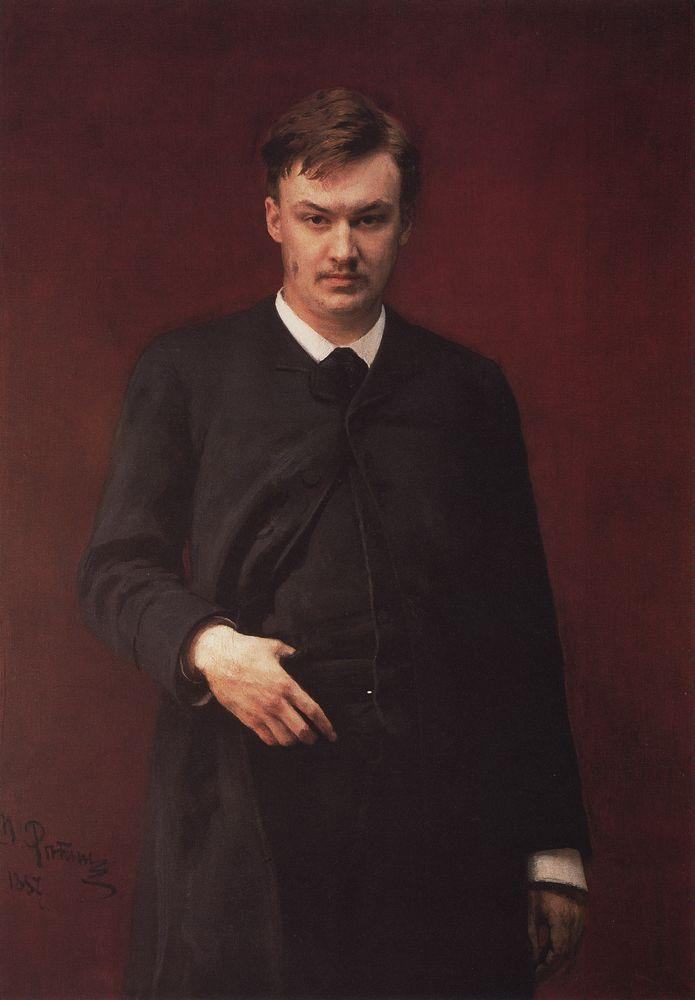
アレクサンドル・グラズノフの肖像。イリヤ・レーピン画、1887年。

ベリャーエフ・サークルを構成する作曲家たちは、外面的には先立つロシア5人組同様に愛国的に見えた。5人組と同じく彼らは他にないロシア様式のクラシック音楽を信奉しており、それはバラキレフ、ボロディン、リムスキー＝コルサコフの音楽の例にみられるように民謡、また異国風の旋律、和声、リズム要素を用いたものであった。一方で5人組とは異なり、サークルの作曲家たちは作曲におけるアカデミックな、西欧の方法論に立脚した知識の必要性も固く信じていた。西洋の作曲技法の必要性はリムスキー＝コルサコフがサンクトペテルブルク音楽院在職中、彼らの多くに教え込んだのである。バラキレフが率いた5人組の「革命的な」作曲家たちと比較して、リムスキー＝コルサコフはベリャーエフ・サークルの面々が「進歩的で（中略）それに倣って技術的な完璧さに非常な重きを置いているが（中略）新しい路を破壊してしまった。より安全な形であり、速度はより遅いかったとはいうものの」ということを見出している。
グラズノフが国外からの影響に対して取った態度はベリャーエフ・サークルの典型だった。彼はチャイコフスキーの作品を勉強して「新しいもの（中略）我々若い音楽家に指南を与えるものをたくさん発見した。とりわけ抒情的で旋律的な作曲家であるチャイコフスキーが、オペラの要素を交響曲に持ち込んでいることは私にとって衝撃的であった。私は彼の発想の広がり、気質、そして構築の完璧さほどには彼の作品の主題素材を評価していなかった。」リムスキー＝コルサコフはベリャーエフ・サークルに属する作曲家の「折衷主義へ向かう傾向」に言及しており、また「チャイコフスキーが『スペードの女王』と『イオランタ』で取り入れた音楽、ウィッグとファージンゲールの時代のイタリア＝フランス音楽に対する（中略）偏向」についても特筆していた。
にもかかわらず、ベリャーエフ・サークルはかつてのバラキレフの一派に比べるとある程度外国の影響に寛容であった一方、その5人組の作曲習慣をいまだ忠実になぞっていた。音楽学者のフランシス・マースは次のように記している。「ムソルグスキーの『ボリス』の戴冠式の場面における和声、『ムラダ』と『サトコ』におけるオクタトニック、バラキレフによる民謡の様式化、リムスキー＝コルサコフの色彩的な和声処理 - これらはどれもがロシアの愛国的音楽を書くにあたってレシピ集となった。国民的人物を描く際には（中略）描かれる題材以上にこれらの技法が流行していたのである。」

## 民俗学、東洋趣味、「幻想的」様式
ロシア5人組の先人たちとは異なり、ベリャーエフ・サークルの作曲家たちは強く偽の民俗学と関わりはしなかった - 新たに書かれた話や歌、もしくは時代の好みに合わせて作り変えたり修正を施した民話に対して、民話を新たにこしらえたり当て嵌めたりすることである。彼らがバラキレフが行ったようにロシアの他地域に赴いて積極的に民謡を研究することはなかった。ベリャーエフ一派の作曲家が民謡的な作品を書く場合、「彼らは単純にバラキレフやリムスキー＝コルサコフの様式を模倣しただけだった。」
ベリャーエフ・サークルの作曲家のひとり、ミハイル・イッポリトフ＝イワノフは東洋趣味音楽という点で5人組の後継者だった。ロシア帝国の中央部、そして極東部を描くために異国風の旋律、和声、リズム要素を用いることを東洋趣味と呼んでいたのである。彼は東洋趣味を下敷きにバラキレフの様式で3つのオペラ、『ルース』、『アズラ』そして『裏切り』を書いた。『裏切り』のあらすじは「ジョージアがペルシア人に支配された16世紀を舞台としたクリスチャンとムスリムの戦い」である。イッポリトフ＝イワノフの作品では「バラキレフとボロディンを範とした東洋通による管弦楽作品」である2つの組曲から成る『コーカサスの風景』が西側に最も知られている。
リャードフはリムスキー＝コルサコフに似た「幻想的な」傾向で作曲を行い、とりわけロシアのおとぎ話を題材とした交響詩『バーバ・ヤーガ』、『キキーモラ』、『魔法にかけられた湖』が好例である。この作曲スタイルは超自然的、もしくは魔法の人物や出来事を描写する際に全音音階とオクタトニック・スケールを広範に用いることを土台としており、それにより「幻想的」という言葉があてられる。彼は続く作品ではベリャーエフの美学とは袂を分かってしまうことになるが、イーゴリ・ストラヴィンスキーがバレエ音楽『火の鳥』において同種の音楽スタイルを用いて作曲している。

## 非同調的作曲家への不寛容

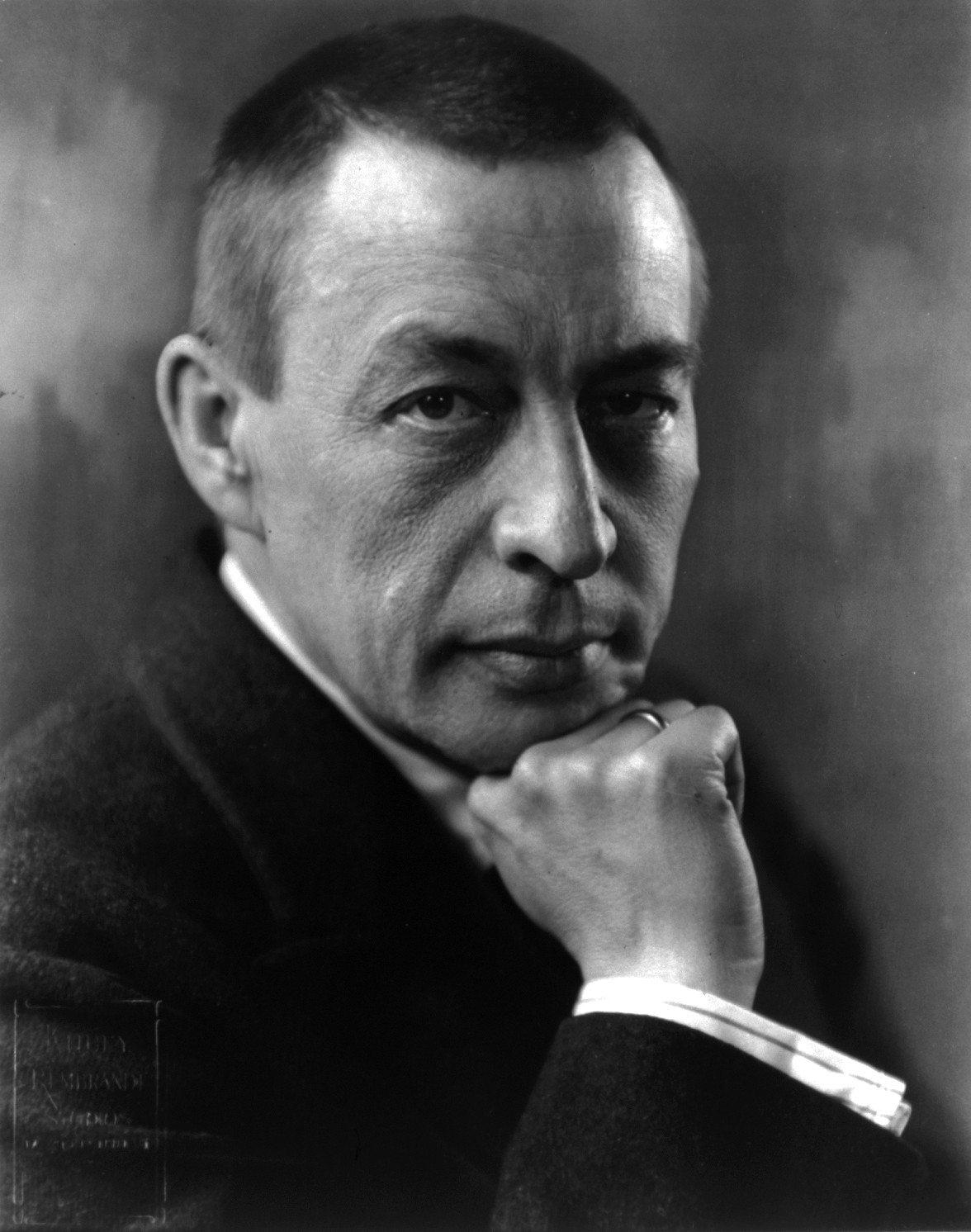
セルゲイ・ラフマニノフ、1921年。

リムスキー＝コルサコフはベリャーエフ・サークルに作曲家の偏りはないとしていたが、サークルと5人組はいずれも自らの規範に従わない音楽作品に対して同じような疑いを持っていたと音楽学者のソロモン・ヴォルコフは述べている。このことはモスクワの作曲家でチャイコフスキーの庇護を受けたセルゲイ・ラフマニノフの交響曲第1番に対しては特に当てはまった。晩年は過度に進歩的でない音楽を好んでいたリムスキー＝コルサコフは、リハーサルでこの交響曲を耳にするや前もって警鐘をならしたのだろうか、ラフマニノフに向かって「許してほしいのだが、この音楽には私にとって心地よいところが全く見当たらない」と述べたという。現存する多くの記録によると、リムスキー＝コルサコフが聴いたグラズノフ指揮によるリハーサルは演奏が悲惨な出来であるのみならず、楽譜をひどく茶化したものだったとされる。1897年3月28日にサンクトペテルブルクで行われた初演もそれと変わりないものだった。キュイは作品評として様々書き記す中に次のように述べている。「もし地獄に音楽院があったとして、そこのある優れた学生が十の災いの話を題材に標題付き交響曲を書くことになり、ラフマニノフ氏の作品のような交響曲を作曲したのだとしたら、彼は仕事を見事にこなしたことになって地獄の住人を満足させられるのだろう。」この交響曲はラフマニノフの生前には2度と演奏されることがなく、彼は総譜を破棄したり否定したりすることがなかった一方で神経衰弱に陥り、創作活動に3年間の空白が生じることになった。

## モダニズム
マースはベリャーエフ・サークルを形成した作曲家たちが、しばしばストラヴィンスキーやセルゲイ・プロコフィエフといったロシア現代の作曲家たちへの「重要な接点、そして道を切り拓く存在」とされてきたと記している。彼が強調するのは、実はこれがモダニズムが段階的推移の結果であると看做す誤った仮説であるということである。実際にはロシア現代的音楽のベリャーエフ・サークルからの飛躍は、多くの人が主張してきたよりも遥かに急激なものであったとマースは唱えている。リムスリー＝コルサコフによるオクタトニック・スケールの広範な使用や他の和声的試みは「現代主義の革命に心を傾ける者には金脈であった」とマースは記す。「しかしながら、刷新しようとする力はいまだベリャーエフの美学が刻印された常套節、お決まりの型に縛られていたのである。」

## 後世への影響

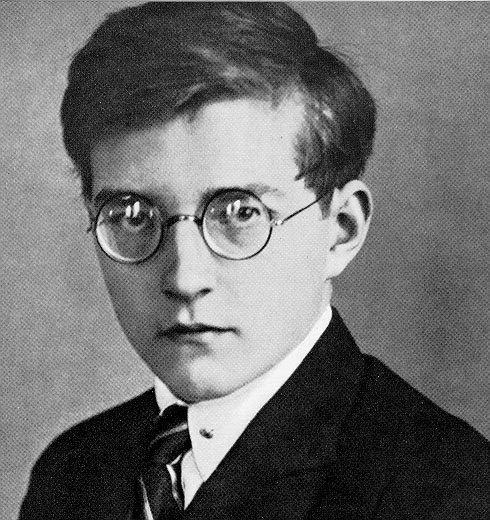
ドミートリイ・ショスタコーヴィチ、1925年。

サンクトペテルブルク音楽院ではリムスキー＝コルサコフが1906年に職を退いた後も、1920年代に音楽院で作曲の講義を受け持った彼の娘婿マクシミリアン・シテインベルクの存在と共にベリャーエフ・サークルによる音楽観の偏りが維持されていくことになる。ドミートリイ・ショスタコーヴィチは「侵すべからざる5人組の礎」や「ニコライ・アンドレイェヴィチの神聖なる伝統」といった表現に典型的に表されているように、シテインベルクの保守的な音楽観に不平を唱えることになる。この伝統主義はサンクトペテルブルクだけにとどまるものではなかった。ソビエトの時代となってしばらく経っても、モスクワのイッポリトフ＝イワノフやキエフのレインゴリト・グリエールなど、他の音楽院も伝統主義者によって運営され続けていたのである。こうした人物らにより「音楽院はベリャーエフの美学と直結する接点を保持し続けた」とマースは記している。